# Альфред Арнольд (підводник)
Альфред Арнольд (нім. Alfred Arnold; 2 лютого 1891, Гізенштайн — 19 січня 1963, Бад-Шахен) — німецький офіцер-підводник, капітан-лейтенант рейхсмаріне.

## Біографія
1 квітня 1909 року вступив на флот. Учасник Першої світової війни. З 22 квітня по 17 травня 1917 року — командир підводного човна SM UC-49, з 20 липня 1917 року — SM UC-33. 26 вересня 1917 року човен був протаранений британським патрульним катером P61 в протоці Святого Георга. З 28 членів екіпажу вцілів лише Арнольд.
Всього за час бойових дій потопив 6 кораблів загальною водотоннажністю 9539 тонн і пошкодив 1 корабель (6430 тонн).
| Дата            | Назва корабля              | Тип                   | Тоннаж | Вантаж                        | Загиблі | Країна             |
| --------------- | -------------------------- | --------------------- | ------ | ----------------------------- | ------- | ------------------ |
| 3 травня 1917   | Helge                      | Вітрильник            | 162    | Вугілля                       | 0       | Данія              |
| 7 травня 1917   | Tore Jarl                  | Пароплав              | 1,256  | Вугілля, пошта і пасажири     | 1       | Норвегія           |
| 9 травня 1917   | Windward Ho                | Траулер               | 226    |                               | 8       | Британська імперія |
| 14 травня 1917  | Bel Lily                   | Траулер               | 168    |                               | 10      | Британська імперія |
| 13 серпня 1917  | Akassa                     | Пасажирський пароплав | 3,919  | Генеральні вантажі і пасажири | 7       | Британська імперія |
| 19 серпня 1917  | Spectator                  | Пароплав              | 3,808  | Генеральні вантажі            | 0       | Британська імперія |
| 26 вересня 1917 | San Zeferino (пошкоджений) | Танкер                | 6,430  | Баласт                        | 3       | Британська імперія |

29 червня 1920 року звільнений у відставку. В 1923 році став генеральним директором акціонерного товариства вугільних шахт.

## Звання
- Морський кадет (1 квітня 1909)
- Фенріх-цур-зее (12 квітня 1910)
- Лейтенант-цур-зее (19 вересня 1912)
- Оберлейтенант-цур-зее (2 травня 1915)
- Капітан-лейтенант (6 листопада 1919)

## Нагороди
- Залізний хрест 2-го і 1-го класу
- Орден Альберта (Саксонія)
- Почесний хрест ветерана війни з мечами